# Manuel Infante, el Niño de Fregenal
Manuel Infante, conocido como el Niño de Fregenal (Fregenal de la Sierra, Badajoz, 15 de febrero de 1911-Sevilla, 4 de enero de 1986) fue un cantaor flamenco.
Con apenas doce años se fue andando desde su pueblo hasta Higuera la Real para participar en un concurso de cante para aficionados, donde llamó la atención de Estrellita Castro, quien le facilitó el contacto con un representante de Sevilla. El muchacho no tardó en hacer las maletas y buscar suerte en la capital hispalense, donde lo llamaban El menuíto por su enjuta figura. Tras lo cual rápidamente cosechó premios. Su aspecto frágil nada tenía que ver con su cante: "sólido, completo y con un amplio repertorio"
A los 15 años debutó junto a la Niña de los Peines. En Madrid llamó la atención de Antonio Chacón, por su estilo personal, quien lo introdujo en el circuito de festivales. Graba sus primeros discos y triunfa. Es descrito como voz de miel.
fue un gran especialista en los fandangos personales, conocidos como fandangos del Niño de Fregenal.
Como homenaje a este cantaor, el Ayuntamiento de Fregenal ha colocado una placa en su casa natal.